# مضادات الأندروجين في البيئة
أصبحت مشكلة مضادات الأندروجين في البيئة موضوعا مثيرا للقلق عالمياً. تُظهر العديد من المواد الكيميائية الصناعية، بما في ذلك الفثالات والمبيدات، نشاطًا مضادًا للأندروجين في التجارب على الحيوانات. كما تم العثور على أنواع معينة من النباتات لإنتاج مضادات الأندروجين. في الدراسات التي أجريت على الحيوانات، يمكن لمضادات الأندروجين البيئية أن تضر بنمو الأعضاء التناسلية في الأجنة المعرضة لها في الرحم وكذلك نسلها.
يمكن أن يحدث التعرض لمضادات الأندروجين عن غير قصد بسبب وجود مركبات طبيعية أو بشرية في البيئة. المركبات البيئية التي تؤثر على نظام الغدد الصماء، والتي تسمى مسببان اضطراب الغدد الصماء، والتي تؤثر بشكل مناهض على مستقبلات الاندروجين وإنتاج الاندروجين يمكن أن تؤثر سلبا على الحيوانات التي تتلامس مع المركبات وكذلك على أجيالها المستقبلية. تمتلك بعض مبيدات الآفات والمبيدات الحشرية وكذلك المواد الكيميائية الصناعية خصائص مضادة للأندروجين. تنتج بعض أنواع النباتات مواد كيميائية نباتية ذات تأثيرات مضادة للاندروجين. أدى التعرض لمضادات الأندروجين البيئية إلى آثار ضارة على الحيوانات وهذا يشير إلى مخاطر محتملة على صحة الإنسان.